# Suskunlar
Suskunlar es una serie de televisión turca de 2012, producida por Tims Productions y emitida por Show TV.

## Trama
Un abogado en ascenso descubre que su vida perfectamente diseñada está amenazada cuando sus amigos de la infancia, perdidos hace mucho tiempo, amenazan con revelar un oscuro secreto de su pasado en el distrito de Kuyudibi en Estambul.

## Reparto
- Murat Yıldırım como Ecevit Oran (Şerif).
- Aslı Enver como Ahu Kumral.
- Sarp Akkaya como Bilal Tutkun (Sarı).
- Berk Hakman como Gurur Kutay/Gazanfer Bircan (Kasap).
- Güven Murat Akpınar como İbrahim Kene (Iska).
- Tugay Mercan como Zeki Sinanlı (Yanık).
- Reha Özcan como Sait Karam.
- Mehmet Özgür como İrfan Alkara (Takoz).
- Murat Garipağaoğlu como Sermet.
- Pelin Doğru como Birsen.
- Fatih Paşalı como Özcan Tiryaki (Yarasa).
- Fırat Albayram como Hasan.
- Mert Asutay como Hüseyin.
- Furkan Didim como Ecevit Oran (niño).
- Yağmur Esmer como Ahu Kumral (niña).
- Emirhan Akbaba como Bilal Tutkun (niño).
- Berkcan Çakar como İbrahim Kene (niño).
- Ulaşcan Kutlu como Zeki Sinanlı (niño).
- Barış Öner como İrfan Alkara (niño).
- Mert Çolak como Özcan Tiryaki (niño).
- Efe Akercan como Gazanfer Bircan (niño).

## Temporadas
| Temporada | Temporada | Episodios | Rango de episodios | Emisión original        | Emisión original       |
| Temporada | Temporada | Episodios | Rango de episodios | Inicio                  | Final                  |
| --------- | --------- | --------- | ------------------ | ----------------------- | ---------------------- |
|           | 1         | 16        | 1 - 16             | 1 de marzo de 2012      | 21 de junio de 2012    |
|           | 2         | 12        | 16 - 28            | 6 de septiembre de 2012 | 2 de diciembre de 2012 |